# Dan Payne
Daniel Payne (Victoria, 4 agosto 1972) è un attore canadese.

## Biografia

### Carriera
Ex-giocatore di pallavolo, dopo il ritiro intraprende un viaggio in Australia dove inizia la sua carriera di attore scrivendo cortometraggi insieme al fratello.

## Filmografia parziale

### Cinema
- Noi siamo tutto (Everything, Everything), regia di Stella Meghie (2017)

### Televisione
- Smallville – serie TV, episodi 2x23, 3x02 (2003)
- The L Word - serie TV, episodio 1x01 (2004)
- Stargate SG-1   - serie TV, 5 episodi (2004-2006)
- Vite parallele (A Family Thanksgiving), regia di Neill Fearnley – film TV (2010)
- R.L. Stine's The Haunting Hour - serie TV, 7 episodi (2011-2013)
- Supernatural – serie TV, episodio 9x10 (2014)
- Descendants - serie TV, 4 episodi (2015-2021)
- Ballando per amore (A Time to Dance), regia di Mike Rohl – film TV (2016)
- Una madre lo sa (A Mother's Suspicion), regia di Paul Shapiro – film TV (2016)
- Quel bellissimo baby sitter (All Yours), regia di Monika Mitchell – film TV (2016)
- Good Witch - serie TV, 8 episodi (2016)
- Dead of Summer - serie TV, episodi 1x07, 1x10 (2016)
- Legends of Tomorrow – serie TV, episodio 2x02 (2016)
- Due sotto un tetto (Christmas Getaway), regia di Mel Damski – film TV (2017)
- Descendants 2, regia di Kenny Ortega – film TV (2017)
- C'era una volta (Once Upon a Time) – serie TV, episodio 7x17 (2018)
- iZombie - serie TV, episodio 4x02 (2018)
- Descendants 3, regia di Kenny Ortega – film TV (2019)
- Virgin River - serie TV, 4 episodi (2019)

## Doppiatori italiani
Nelle versioni in italiano delle opere in cui ha recitato, Daniel Payne è stato doppiato da:
- Riccardo Polizzy Carbonelli in Descendants 2, Descendants 3
- Alessandro Budroni in Supernatural
- Carlo Scipioni in C'era una volta
- Simone D'Andrea in Good Witch
- Carlo Petruccetti in Una madre lo sa
- Sergio Lucchetti in iZombie
- Stefano Santerini in Virgin River